# Trần Gia Bảo
Trần Gia Bảo (sinh ngày 3 tháng 1 năm 2008) là một cầu thủ bóng đá chuyên nghiệp người Việt Nam hiện thi đấu ở vị trí tiền đạo cho câu lạc bộ Hoàng Anh Gia Lai. Anh là cầu thủ trẻ nhất từng ra sân và ghi bàn trong lịch sử của Giải bóng đá Vô địch Quốc gia.

## Sự nghiệp cầu thủ trẻ
Sinh ra ở Lâm Đồng, Gia Bảo xuất thân từ Học viện bóng đá Hoàng Anh Gia Lai. Năm 2024, trong vai trò đội trưởng của đội U-17 Hoàng Anh Gia Lai, anh đã dẫn dắt đội lọt vào trận chung kết của giải U-17 Quốc gia và giành ngôi á quân chung cuộc sau khi để thua Hà Nội.

## Sự nghiệp câu lạc bộ
Năm 16 tuổi, Gia Bảo được đôn lên đội một của câu lạc bộ Hoàng Anh Gia Lai. Anh ra mắt chuyên nghiệp trong trận đấu gặp Quảng Nam vào ngày 15 tháng 9 năm 2024 tại vòng 1 mùa giải V.League 1 2024–25. Gia Bảo được đưa vào sân từ ghế dự bị ở phút thứ 70 và ghi bàn thắng trong thời gian bù giờ, góp công vào chiến thắng 4–0 của đội nhà. Ở thời điểm 16 tuổi, 8 tháng và 12 ngày, anh trở thành cầu thủ trẻ nhất từng ra sân và ghi bàn trong một trận đấu của V.League 1.

## Sự nghiệp quốc tế
Vào tháng 6 năm 2024, Gia Bảo tham dự Giải vô địch bóng đá U-16 ASEAN cùng với đội tuyển U-16 Việt Nam, và đã ghi được một bàn thắng trong giải đấu mà Việt Nam cán đích ở vị trí thứ tư chung cuộc. Năm 2025, Gia Bảo tiếp tục có tên trong đội hình tham dự vòng chung kết Cúp bóng đá U-17 châu Á của đội tuyển U-17 Việt Nam. Anh đã ghi một bàn thắng từ chấm phạt đền vào phút bù giờ cuối cùng trong trận hòa 1–1 với Nhật Bản, tuy nhiên U-17 Việt Nam đã không thể vượt qua vòng bảng và giành vé tham dự U-17 World Cup cùng năm.

## Phong cách chơi bóng
Gia Bảo là một mẫu cầu thủ đa năng, có thể chơi ở mọi vị trí trên hàng tấn công và cũng có thể hoạt động như một tiền vệ tấn công.

## Thống kê sự nghiệp
Tính đến 22 tháng 6 năm 2025
| Câu lạc bộ          | Mùa giải            | Giải đấu            | Giải đấu | Giải đấu | Cúp  | Cúp | Châu lục | Châu lục | Khác | Khác | Tổng cộng | Tổng cộng |
| Câu lạc bộ          | Mùa giải            | Hạng                | Trận     | Bàn      | Trận | Bàn | Trận     | Bàn      | Trận | Bàn  | Trận      | Bàn       |
| ------------------- | ------------------- | ------------------- | -------- | -------- | ---- | --- | -------- | -------- | ---- | ---- | --------- | --------- |
| Hoàng Anh Gia Lai   | 2024–25             | V.League 1          | 9        | 1        | —    | —   | —        | —        | —    | —    | 9         | 1         |
| Tổng cộng sự nghiệp | Tổng cộng sự nghiệp | Tổng cộng sự nghiệp | 9        | 1        | 0    | 0   | 0        | 0        | 0    | 0    | 9         | 1         |